# Reidar Nyborg
Pour les articles homonymes, voir Nyborg (homonymie).
Reidar Nyborg (né le 4 avril 1923 et décédé le 30 avril 1990) est un ancien fondeur norvégien.

## Palmarès

### Jeux olympiques
| Épreuve / Édition | St-Moritz 1948 |
| 18km              | 17e            |
| 4x10km            | Bronze         |